# Karel Jungwiert
Karel Jungwiert (* 1. listopadu 1944, Vlkovec, nyní součást obce Chocerady) je český právník.

## Život
V letech 1950–1958 absolvoval povinnou školní docházku. V roce 1962 ukončil maturitou střední vzdělání na střední průmyslové škole. V letech 1964–1969 studoval v denním studiu na Právnické fakultě Univerzity Karlovy a v dubnu 1970 vykonal rigorózní zkoušku v oboru ústavní právo.
V roce 1967 a 1968 byl jako student členem KSČ. Koncem roku 1968 odevzdal členský průkaz. Poté působil v advokacii jako advokátní čekatel Městského sdružení advokátů v Praze. Jako obhájce kriticky hodnotil postup soudu při hlavním líčení v červenci 1970 u obvodního soudu pro Prahu 4, tak jako okupaci Československa vojsky Varšavské smlouvy. Z advokacie byl nucen nedobrovolně odejít. Následně vystřídal několik zaměstnání. Živil se jako podnikový právník a částečně i jako dělník. Poté vykonal advokátní zkoušku u Městského sdružení advokátů v Praze a od 1. 6. 1974 až do 6. 4. 1989 působil jako advokát v advokátní poradně č. 9 v Praze. Převážně se věnoval trestní a občanskoprávní problematice.
Bez povolení úřadů opustil na jaře roku 1989 Československo. V srpnu 1990 se z emigrace (Francie a Kanada) vrátil. V letech 1990–1992 byl vedoucím sekretariátu Federálního shromáždění ČSFR. JUDr. Otakar Motejl jako předseda Nejvyššího soudu České a Slovenské Federativní Republiky navrhl dne 4. prosince 1991 prezidentovi ČSFR, Václavu Havlovi, aby jej jmenoval soudcem Nejvyššího soudu České a Slovenské Federativní Republiky. Dne 31. ledna 1992 Václav Havel předložil Sněmovně lidu, Sněmovně národů Federálního shromáždění České a Slovenské Federativní Republiky jmenovací dekrety soudců Nejvyššího soudu České a Slovenské Federativní Republiky JUDr. Igora Burgera a JUDr. Karla Jungwierta ke schválení.
Po krátkém působení na Nejvyšším soudu České republiky v letech 1992–1993 se stal 23. září 1993 soudcem Evropského soudu pro lidská práva ve Štrasburku na dobu do 31. 10. 1998 a opět od 1. 11. 1998 do 31. 10. 2010. Počátkem roku 2010 soud zahájil reformu, podle které se mj. mandáty soudců automaticky prodlužují, pokud sami nerezignují. Působil zde tak až do roku 2012, kdy jej vystřídal Aleš Pejchal.
S výjimkou let 1967 a 1968 nebyl členem žádné politické strany. Má tři děti (syna Bruna, dcery Petru a Lucii).